# FMA IA 58 プカラ
FMA IA-58 プカラ
アルゼンチン空軍のIA-58A（機体記号: A-19）
- 用途：COIN機
- 分類：攻撃機
- 製造者：FMA
- 運用者

-  アルゼンチン
-  ウルグアイ

- 初飛行：1969年8月20日[1]
- 生産数：148機
- 運用開始：1976年
- 運用状況：現役

FMA IA-58 プカラ（スペイン語: FMA IA-58 Pucará）は、アルゼンチンのアルゼンチン軍用機製造工廠（FMA）が開発したCOIN機である。対ゲリラ戦やフォークランド紛争で実戦を経験している。
愛称のプカラ（Pucará）は、南アメリカ先住民が築いたアンデスの石の要塞の名にちなんでおり、アイマラ語で「強きもの」を意味する（プカラ文化）。
現在は命名規則の変更でハイフンが入ったIA-58と表記される。

## 概要
アルゼンチンが、国内の共産ゲリラ対策として開発・配備したターボプロップ双発のCOIN機である。後述するように旧来の対ゲリラ戦では有効な存在であったが、1990年代ごろから携行地対空ミサイルがゲリラにも広まると生存性が低下し、COIN機という機種そのものが衰退していくことになる。
フォークランド紛争にも投入されたが、低強度のゲリラ戦を想定した機体であるため、イギリス軍のような高度な装備を持つ正規軍には戦果を挙げられなかった。
最終的に148機が生産された。IA-58は旧来のゲリラや民兵対策としては十分な性能を持ち、欧米製の本格的な攻撃機より低価格なため南米を中心に輸出が行われたが、すでに携帯地対空ミサイルが広まっていたため輸出は22機にとどまっている。

## 開発・戦歴

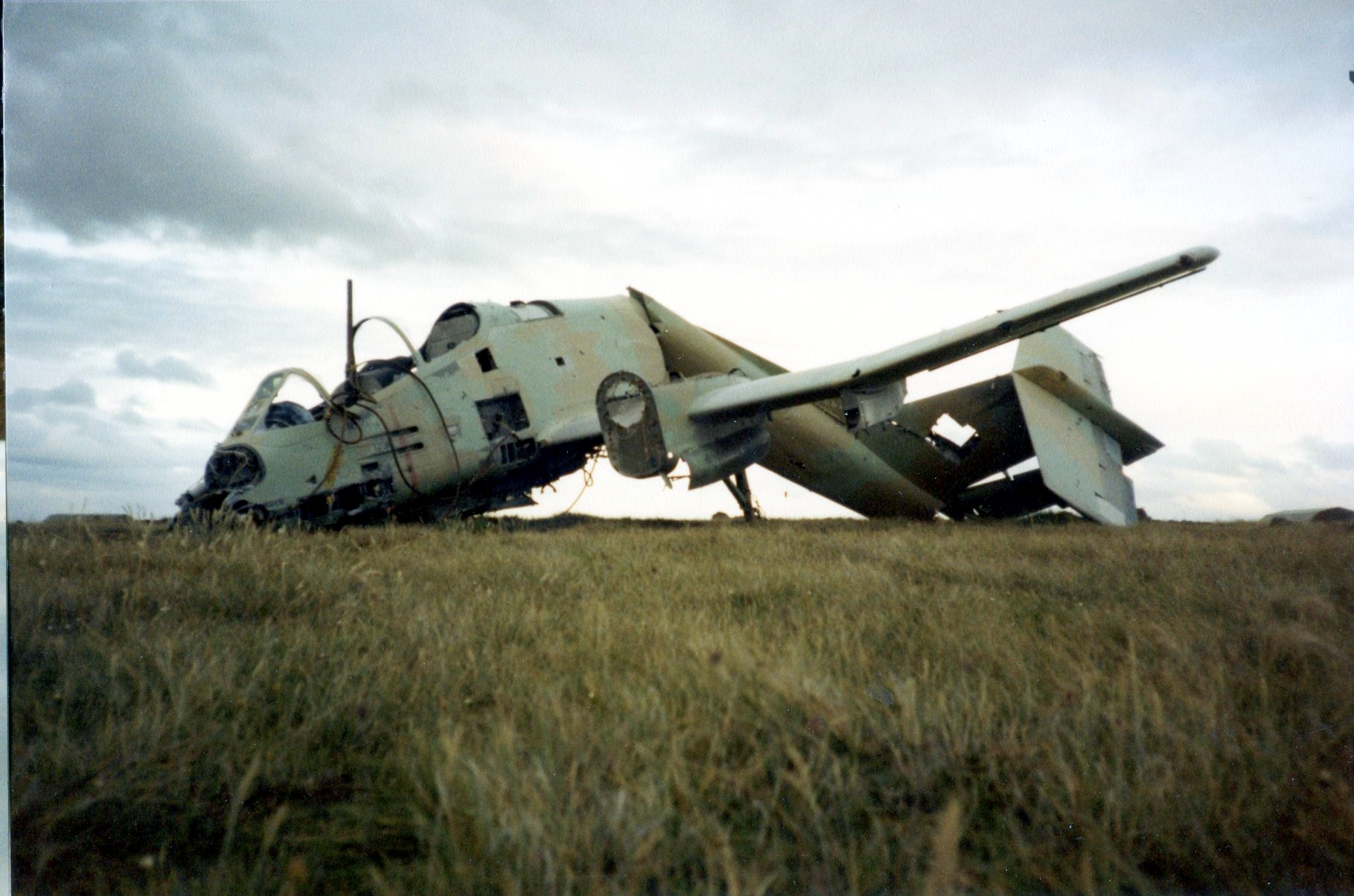
フォークランド紛争で破壊され放棄された機体（ポート・スタンリー、1984年）

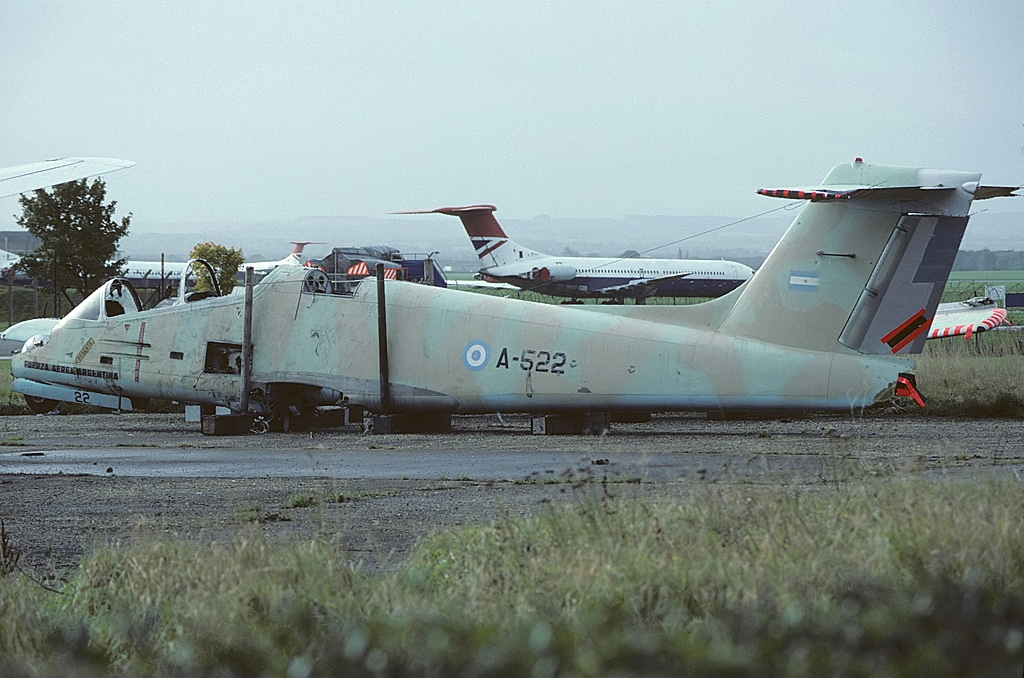
フォークランド紛争で鹵獲された機体

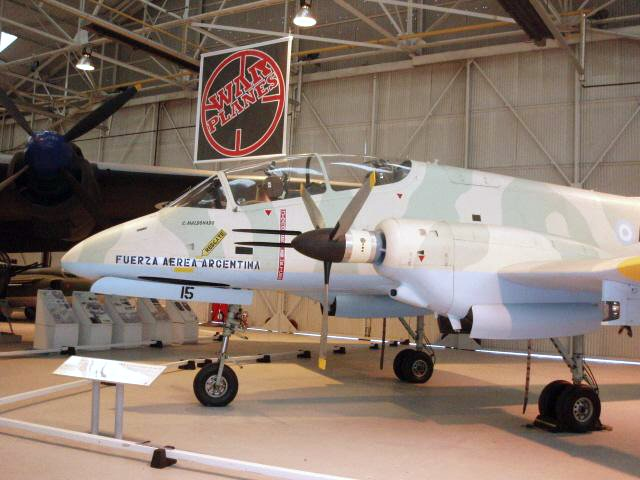
鹵獲後、RAF博物館 コスフォード館に展示される機体

1960年代から1970年代にアルゼンチン軍用機製造工廠（スペイン語: Fabrica Militar de Aviones=Military Aircraft Factory）が開発・設計を行った。当時のアルゼンチンには風洞試験用の設備がほとんどなかったため、実機開発に先立って曳航式の模型滑空機で飛行試験を行うという、第二次大戦後では珍しい方法がとられた。1969年8月20日にはエリアリサーチTPE331エンジンを装備した試作機AX-01が初飛行し、その結果エンジンをアスタゾウXVIGに換装してAX-02となって、量産型の原型となった。量産機はIA 58Aと命名され、量産初号機は1974年11月8日に初飛行した。アルゼンチン空軍は60機を発注した。
1976年にはアルゼンチン空軍第3航空旅団隷下の第3攻撃航空群へ配備され、同年末にはアルゼンチン北西部サン・ミゲル・デ・トゥクマンにおいて反政府ゲリラである人民革命軍の鎮圧に投入され、最初の実戦を経験した。この作戦でCOIN機として申し分ない性能を発揮したことから、アルゼンチン空軍はさらに48機を追加発注している。ただ、この追加発注機は22機が後に輸出分へ回されている。
1982年のフォークランド紛争の際には、STOL性能を活かして第3攻撃航空群所属の25機がフォークランド諸島のポート・スタンリー、グースグリーン、ペブル島の前線飛行場に展開し、アルゼンチン軍地上部隊の近接航空支援や、イギリス艦隊への対艦攻撃を任務としたが、FIM-92 スティンガーで自衛する英地上部隊に対しては有効な戦果を挙げられなかった。また前線飛行場がイギリス軍のハリアー/シーハリアー戦闘機やアブロ バルカン戦略爆撃機による空爆、イギリス海軍による艦砲射撃、さらにはSASやSBSによる奇襲攻撃と破壊工作によって22機が撃墜または破壊され、飛行可能だった3機はイギリス軍が鹵獲して評価試験を行った後に博物館送りとなった。IA 58Aのフォークランド紛争における唯一の戦果は、イギリス陸軍のウェストランド スカウト1機撃墜である。
IA-58Aはウルグアイ、コロンビア、スリランカで採用されたが、スリランカにおいては少数派タミル人のテロリスト組織LTTE（2009年5月に殲滅）の保有する9K32などの携帯地対空ミサイルに対応できないことが判明していたため、少数の採用に留まった。イラクやモーリタニアからも発注があったが、資金不足や輸入規制などから実現しなかった。
ウルグアイ空軍の第2航空旅団第1飛行隊では国内事情により低空での監視任務が多い。老朽化と予算不足により共食い整備や他国が廃止した機体の部品を購入するなどしていたが、チュルボメカはアスタゾウ XVIが使われているのがIA-58のみで採算が取れず部品製造を中止したため、2016年時点で常時運用できるのは1機となった。このため第1飛行隊も規模が縮小されている。後継機としてピラタス PC-9をベースとした機体などが検討されているが、いずれもIA-58に比べ能力が劣るという。2017年には退役し、任務はA-37Bに引き継がれている。
2017年現在、IA-58Aが稼動しているのは、アルゼンチン空軍のみである。第3航空旅団第3攻撃航空群第1および第2攻撃飛行隊で使用されているが、老朽化により廃止が予定されている。後継機として練習機と兼用するAT-63 パンパへの移行が進んでいる。
アルゼンチン軍用機製造工廠の事業を引き継いだFAdeAでは、エンジンをPWC PT-6A-62に換装したIA-58Hを提案した。2016年にはAT-63と同クラスのアビオニクスを備えたIA-58H プカラ IIとして開発を継続している

## 機体

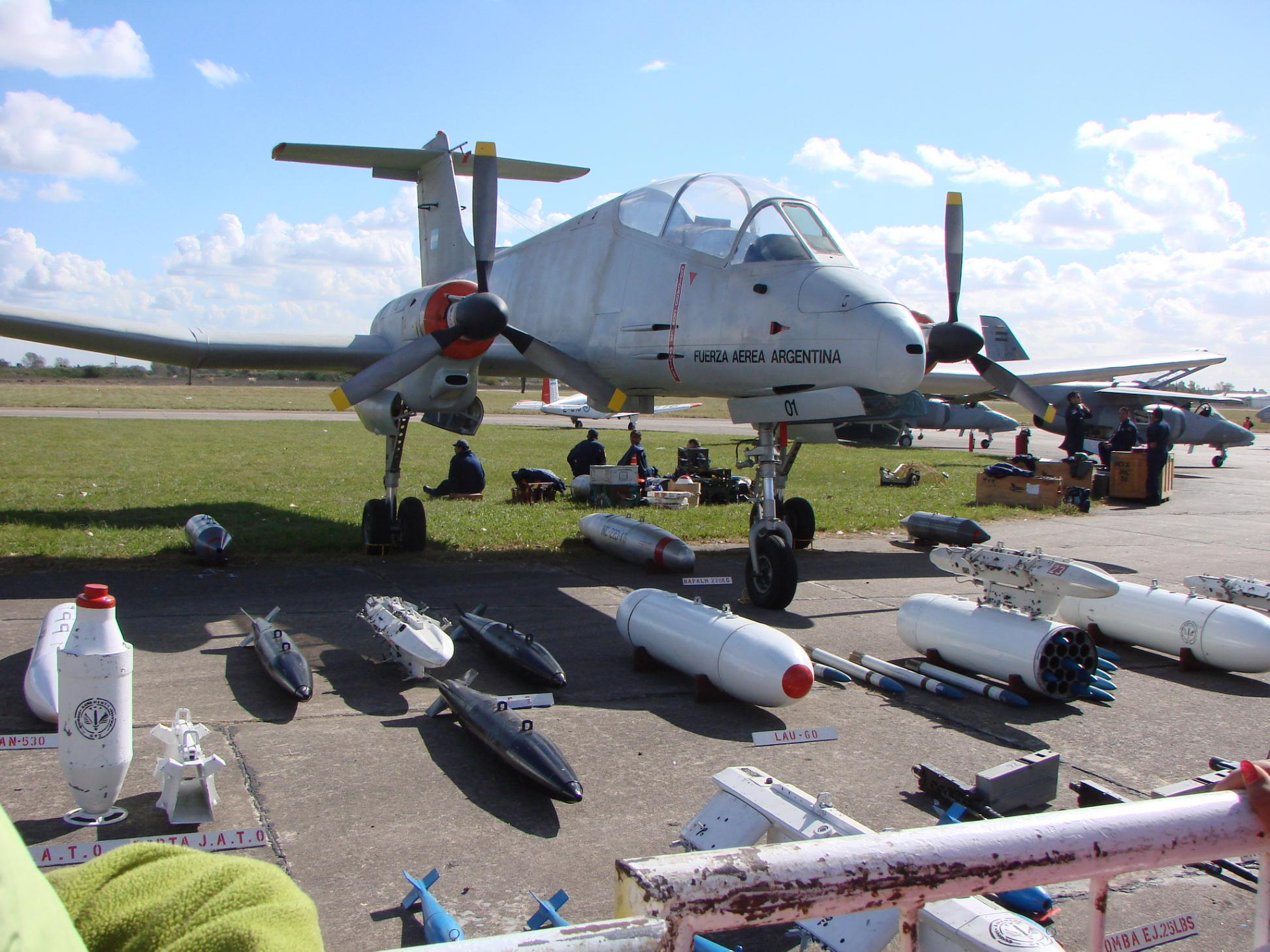
アルゼンチン空軍のIA-58。搭載兵装を並べて展示している

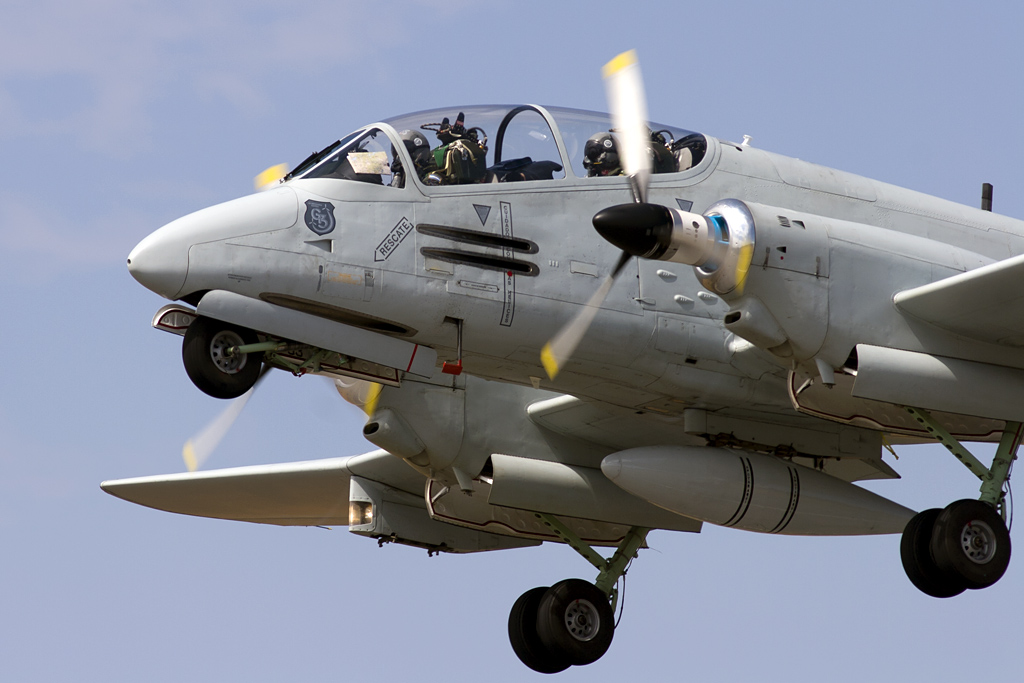
2名が搭乗した状態

IA-58はその開発目的から設計段階より機体各所に耐弾性を備える工夫が施されている。機体下部に装甲板を設置し、キャノピーは防弾ガラス製とされた。また、前線での運用も考慮され、不整地滑走路からも離着陸可能な強固な降着装置を持ち、必要最低限の整備でも運用可能なように設計されている。高度な航法機器や通信器材を装備していないため、全天候能力はない。固定武装としては、機首に20mm機関砲2門と7.62mm機銃4挺を装備し、COIN機として充分な火力を備えている。
FMAでは1979年に機首の機関砲を30mmに変更したIA-58Bを開発、1979年5月15日に初飛行したがテストのみで終了した。1985年にはフォークランド紛争の教訓を活かしてコックピット周辺の装甲強化、自己防御用空対空ミサイルの携行能力を付与したIA-58Cを開発したが、資金不足から既存機をIA-58Cへ改修する計画はキャンセルされた。
操縦席はタンデム式の複座であるが前席の1名で全ての操作が可能である。これは仕様が固まる前に開発がスタートしたためで、操縦訓練以外では1名での運用が多く、フォークランド紛争での実戦では常に一名で出撃しており、後部座席を外して運用する部隊もあるという。機首が短く前席が前方に寄っているため前下方の視界は良好である。また操縦席は前席と後席との間が広い。
アルゼンチン空軍ではIA-58に搭載できる無人標的機MQ-2 Biguaを開発し、訓練支援機としても使用していた。

## 派生型
AX-01
エリアリサーチTPE331エンジンを装備した試作機。
AX-02 デルフィン
AX-01のエンジンをアスタゾウXVIGに換装した原型機。
AX-04
対艦魚雷搭載試作機。
IA-58A プカラ
初期生産型かつ主生産型。
IA-58B プカラブラボー
DEFA 30 mm機関砲搭載型（試作のみ）。IA-58Aからの改造機が1979年5月15日に初飛行。
IA-58C プカラチャーリー
武装及び装甲強化型（試作のみ）。追加のDEFA 30 mm機関砲、マトラ R.550 マジック空対空ミサイル、マーティン・ペスカドール空対地ミサイルの運用能力のために前席を廃止した単座型。試作機AX-06が1985年12月30日に初飛行。1988年に計画放棄。
IA-58D プカラデルタ
A型の近代化改修型。
IA-58H プカラ II
エンジンをプラット・アンド・ホイットニー・カナダ PT-6A-62に換装した試作モデル。2015年11月24日初飛行。
グラスコックピットなどAT-63 パンパⅡと同クラスのアビオニクスを予定している。
IA-66
エンジンをギャレット TPE331に換装したテスト機（試作のみ）。

## 採用国

### 現役
アルゼンチン
- アルゼンチン空軍

### 退役
ウルグアイ
- ウルグアイ空軍

 コロンビア
- コロンビア空軍

 スリランカ
- スリランカ空軍

 イギリス
- イギリス空軍 - フォークランド紛争での鹵獲機を短期間、調査・研究用に運用。

## 性能諸元
- 全長：14.25 m
- 全幅：14.50 m
- 全高：5.36 m
- 主翼面積：30.3 m2
- 空虚重量：4,037 kg
- 運用自重：6,800 kg
- エンジン：チュルボメカ製アスタゾウ XVI ターボプロップ×2
- 出力：671 kW (978 hp)×2
- 最大速度：270 kt (500 km/h)
- 巡航速度：259 kt (480 km/h)
- 海面上昇率：1,080 m/min
- 実用世上昇限度：9,700 m
- 航続距離：2,000 nm（フェリー時）
- 乗員：2 名
- 武装
  - 固定武装：20 mm機関砲×2、7.62 mm機銃×4
  - 爆弾など：1,500 kg (ハードポイント3か所（胴体下×1、主翼下×2））

## 登場作品
小説
『遙かなる星』
反応兵器戦争（核戦争）と化した第三次世界大戦でアメリカ合衆国が崩壊した世界にて、旧合衆国東部を支配する武装勢力「東軍」の航空戦力として登場。アルゼンチンから密輸された機体で、かき集めた予備部品からつくり上げられた再生機のF-100とともに少数が運用されている。

## リンク
- IA-58 Pucará - FAdeAのサポート情報
- FMA IA-58 Pucará - アルゼンチン空軍